# 生野峠
生野峠（いくのとうげ、いくのたわ）は、兵庫県朝来市生野町の周辺にある峠。生野は歴史的には播磨国と但馬国の国境に位置し、その国境や交通路が変化するとともに複数の峠が「生野峠」と呼ばれた。それらの峠は近世から近代にかけて生野銀山および周辺の鉱山の輸送路として使われた。現在も国道などとして使われている。

## 概要
現在、または史料において、生野峠と呼ばれる峠には以下のものがあるが、時代や文献により名称に差異があり、文脈上の混乱もみられる。特記なき場合、以下の峠の名称は2018年現在の国土地理院地図による。
生野峠
兵庫県朝来市生野町真弓と兵庫県神崎郡神河町の境、生野市街地の南にある峠。真弓峠または追上峠ともいう。現在は国道312号が通り、標高は361メートル。現在で生野峠といえば、主にこの峠を指す。
生野北峠
朝来市生野町口銀谷、生野市街地の北にある峠。現在は国道312号が通り、標高は321メートル。日本海に注ぐ円山川水系と瀬戸内海に注ぐ市川水系を分かち、本州の中央分水界をなす。
向峠
朝来市生野町口銀谷、生野北峠のすぐ東にある峠。田和坂峠ともいう。生野北峠と同じく中央分水界をなす。
青垣峠
朝来市生野町黒川と兵庫県丹波市青垣町大名草の境、生野市街地の北東にある峠。黒川峠ともいう。現在は国道429号が通り、標高は550メートル。

## 歴史

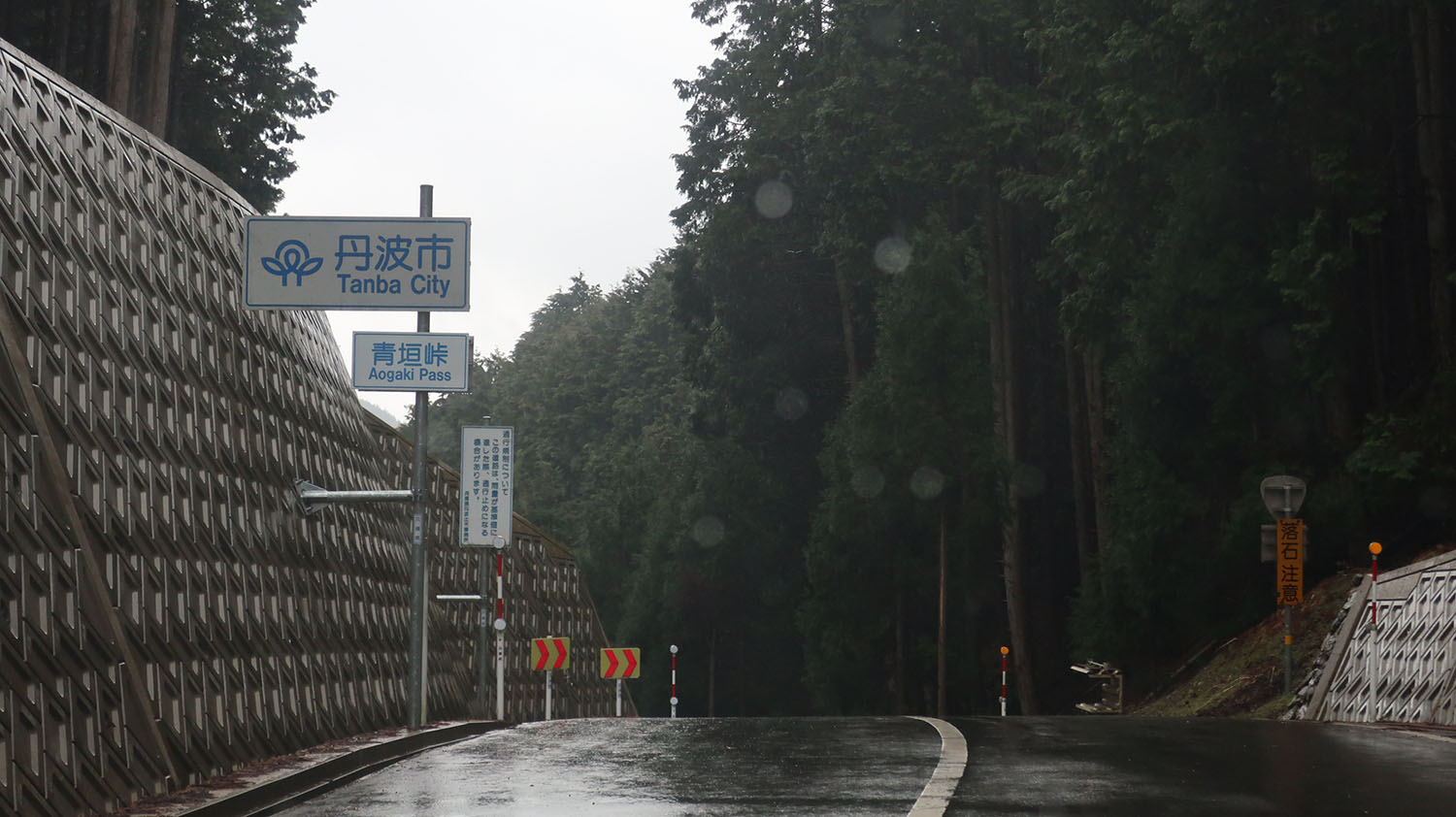
国道429号　生野峠(青垣峠)
丹波市青垣町大名草

この節では現在の生野峠（真弓峠）の歴史を中心に記述する。
生野は古来より播磨国と但馬国を結ぶ交通の要衝であった。現在の生野は但馬地域に含まれるが、古代の生野は播磨国の神崎郡または神西郡に属し、両国の国境は現在の生野市街地の北、円山川水系と市川水系の分水界に沿っていた。播磨国風土記には、かつてこの地に荒ぶる神がおり、通行人の半分を殺したため「死野」と呼ばれていたところ、応神天皇が「名前が良くない」と言って「生野」に改名させたとの話が伝わっており、当時から多くの往来があったことが想像できる。播磨と但馬を結び、生野を南北に貫く道は「生野街道」または「但馬街道」と呼ばれ、その途上に「生野峠」があった。
室町時代には、1441年と1483年に但馬の山名氏と播磨の赤松氏の間で合戦が繰り広げられたが、真弓峠がその舞台になったとされる。1441年8月、嘉吉の乱において赤松満祐を討伐すべく山名持豊の軍勢が真弓峠に攻め込み、この地を守る赤松義雅を破って播磨に進撃した。この乱の結果、山名氏は播磨を領地としたが、応仁の乱ののち赤松氏が再び播磨を占拠していたため、1483年12月には山名政豊が領地を回復するため再びこの地に攻め込み、赤松政則を破った。現在、峠にはこれらの合戦を伝える看板がある。
戦国時代以降、生野銀山の採掘が盛んとなり、真弓峠は採掘された銀の輸送路となった。1577年、羽柴秀吉が中国攻めの一環として但馬を攻めるにあたり、真弓峠の道路を整備した。この道が現在の国道312号の生野峠区間の元となった。
江戸時代には、「旧高旧領取調帳データベース」によると生野は「生野銀山廻」として但馬国の朝来郡に属する一方、真弓峠の北に位置する真弓村などは播磨国の神西郡に属し、播磨と但馬の国境は真弓峠の2キロメートルほど北に位置していた。
明治に入り、殖産興業を進める政府は銀の増産を計画し、生野銀山の輸送路の近代化に着手した。生野から真弓峠を通り飾磨の港（現在の姫路港）に至る街道を改良するため、フランスから招いたお雇い外国人の技師レオン・シスロイ（ジャン・フランシスク・コワニエの義弟）が当時最先端であったマカダム舗装による道路を設計し、1873年に着工、1876年に生野鉱山寮馬車道（銀の馬車道）として完成させた。日本初の高速産業道路ともいわれるこの全長約49キロメートルの馬車専用道路は、全線にわたって直線的な線形がとられたが、難所であった真弓峠付近にはS字カーブが設けられ勾配が抑えられた。もう一つの難所であった砥堀村付近で市川を渡る薮田橋は、この道にちなみ「生野橋」（現：兵庫県道218号）と改名された。一方の向峠も神子畑鉱山で採掘された鉱石の輸送路として改良され、1893年に峠の頂上部を約6メートル掘り下げて切通しとした。現在も切通しの両側に石垣が残っている。
1889年、町村制の施行に伴い、生野の5町と周辺の1町7村が合併して生野町が発足し、朝来郡に属した。播磨の神西郡のうち真弓峠の北側の地域が生野と合併したことにより、真弓峠が播磨・但馬の両地域の境となった。
1895年、真弓峠の西方の市川沿いに播但鉄道（現在の播但線）が開通し、この地域の物流の主役は馬車道から鉄道へと移った。
昭和の初め、生野の南北には国道312号の前身である県道姫豊線が通じていたが、従来の道をルートとしていた。1958年、生野の区間で道路の付け替えが行なわれ、現在の国道312号のルートとなった。真弓峠の区間のS字カーブは改良され、直線的な線形となった。同時に真弓峠が「生野峠」と呼ばれるようになった。
1970年4月1日、県道姫豊線のルートが一般国道312号に指定された。
2005年4月1日、生野町が市町村合併により朝来市の一部となった。

## 鉄道の生野峠

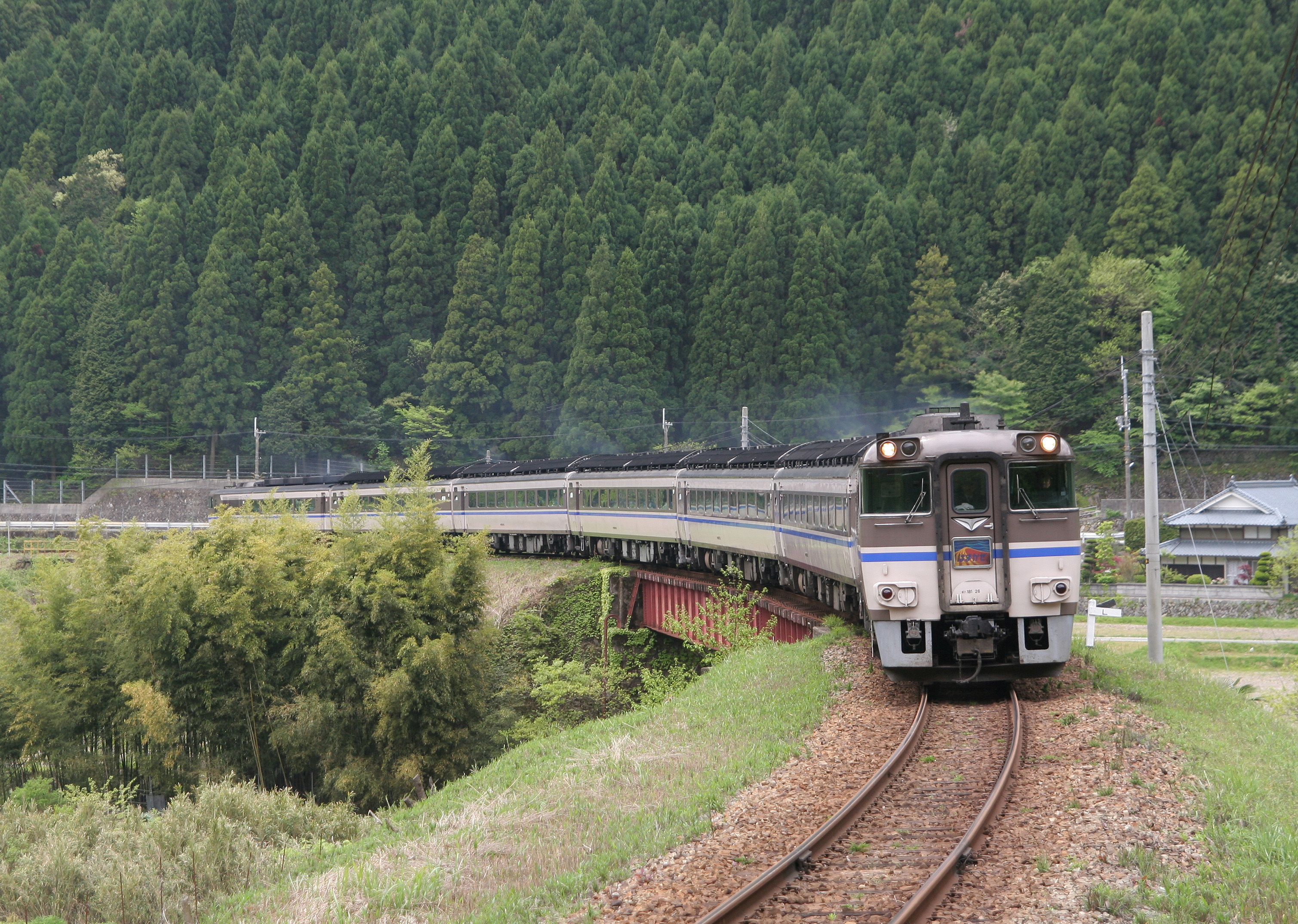
生野峠付近を通過する「はまかぜ1号」（長谷 - 生野、2009年5月5日）

国道312号と並行して播但線が生野峠付近を通る。
寺前駅以北が非電化区間であること、急峻なカーブが多いこと、勾配が大きいことから列車の高速化が進んでいない。特に普通列車では、搭載エンジン出力が小さいキハ40系気動車による運行のためか各区間の距離の割には時間がかかってしまう。沿線地域からは電化高速化が要望されているが、利用者が少ないこと、阪神・淡路大震災以降必要性が叫ばれたJR神戸線の代替路線が加古川線（すでに全線で電化されている）と判断されたこと、区間に開口部の狭いトンネルが多いことで電化費用が多額になることなどから話は進んでいない。

## 周辺
- 神崎農村公園 ヨーデルの森 - 生野鉱山寮馬車道の真弓峠の南側の一部区間は同公園の敷地内である。
- 生野ダム - 市川のダム。生野市街地から青垣峠に向かう国道429号沿いにダム湖「銀山湖」が広がる。
- 黒川ダム - 市川のダム。青垣峠の付近にある。
- 播但連絡道路 - 生野周辺の峠をトンネルで抜ける。
  - 神崎北ランプ - 姫路方面の出入り口のみ。
  - 生野ランプ - 姫路方面からの北行き出口のみ。
  - 生野北第一ランプ - 和田山方面の出入り口のみ。
- 播但線
  - 生野駅
- 全但バス
  - 「峠茶屋」バス停 - 生野峠（真弓峠）の頂上付近にあり、かつてこの場所で茶屋が営業していた[1]。